# Niphetogryllacris madagassa
Niphetogryllacris madagassa är en insektsart som först beskrevs av Heinrich Hugo Karny 1931.  Niphetogryllacris madagassa ingår i släktet Niphetogryllacris och familjen Gryllacrididae. Inga underarter finns listade i Catalogue of Life.